# HMS Birmingham (C19)
O HMS Birmingham foi um cruzador rápido operado pela Marinha Real Britânica e a quinta embarcação da Classe Town. Sua construção começou em julho de 1935 no Estaleiro Real de Devonport e foi lançado ao mar em setembro de 1936, sendo comissionado na frota britânica em novembro do ano seguinte. Era armado com uma bateria principal composta por doze canhões de 152 milímetros montados em quatro torres de artilharia triplas, tinha um deslocamento carregado de mais de onze mil toneladas e alcançava uma velocidade máxima de 32 nós (59 quilômetros por hora).
O Birmingham foi enviado para atuar no Sudeste Asiático assim que entrou em serviço. A Segunda Guerra Mundial começou em 1939 e o navio voltou para casa, participando em 1940 da Campanha da Noruega. Pelos anos seguintes atuou em patrulhas e na escolta de comboios ao redor da África, no Oceano Índico, no Oceano Atlântico e no Mar Mediterrâneo. Ele foi torpedeado por um submarino alemão no Mediterrâneo em novembro de 1943 e ficou sob reparos até o ano seguinte. O cruzador passou os últimos meses da guerra em patrulhas no Mar do Norte.
O conflito terminou em 1945 e o Birmingham continuou no serviço ativo, atuando na região do Sudeste Asiático até meados de 1950, porém passou um breve período em 1948 na América do Sul. Retornou ao Oceano Pacífico em 1952 e participou de operações na Guerra da Coreia. Foi transferido para o Mediterrâneo em 1955 e permaneceu servindo na região e depois em casa até ser tirado de serviço em dezembro de 1959. Permaneceu brevemente na reserva até ser descartado em março de 1930 e enviado meses depois para ser desmontado em Inverkeithing.